# Magnitskijlagen
Magnitskijlagen, på engelska Magnitsky Act, är ursprungligen en lagstiftning som antogs av Förenta staternas kongress år 2012. Lagen innebär att den amerikanska staten har rätten att beslagta finansiella tillgångar samt neka individer, som tros vara inblandade i Sergej Magnitskijs död samt misstänks för brott mot de mänskliga rättigheterna, att resa in i USA. Lagen gör det möjligt att vidta ekonomiska sanktioner som att frånta dessa individer deras tillgångar, neka dem rätten att använda banksystemet samt begränsa deras internationella rörlighet.
Lagen är uppkallad efter den ryska revisorn Sergej Magnitskij som år 2009, dog i sin cell i det ryska Butyrkafängelset i Moskva. Den amerikanske affärsmannen Bill Browder för vilken Sergej Magnitskij jobbade anklagade den ryska polisen för att ha misshandlat Magnitskij. Händelsen uppmärksammades i media internationellt och fallet väckte starka reaktioner. De politiska debatterna under tidsperioden genomsyrades av hur man ska kunna bekämpa samt förhindra liknande incidenter i framtiden, Magnitskij-lagstiftningen kom att bli en metod. Magnitskij fick år 2007 i uppdrag av Browder att utreda ett misstänkt korruptionsmål samt förskingring av tillgångar rörande det ryska bolaget Hermitage Capital. Magnitskij fann samt presenterade bevis om att korruption förekommit i stor utsträckning inför en statlig undersökningskommitté år 2008 vilket resulterade i att han själv blev anklagad och satt i häkte på Butyrkafängelset.
Följande länder har vidtagit egna, liknande, åtgärder som grundar sig i Magnitskijlagen: USA, Kanada, Storbritannien, Estland, Lettland och Litauen. Den 8 juli 2021 antogs en liknande lag, ”EU:s globala system för människorättsliga sanktioner (EU:s Magnitskijlag)” i Europeiska Unionen.
Lagen innebär en effektivisering av tidigare sanktioner mot individer misstänkta för brott mot de mänskliga rättigheterna, penningtvätt samt vapenhandel. Enligt lagstiftningen behöver bevisningen inte vara komplett för en tillämpning. Lagen gör det möjligt för landets myndigheter att vidta drastiska ekonomiska sanktioner mot ryska tjänstemän och oligarker med koppling till Sergej Magnitskijs död.
Magnitskij-lagstiftningens tillämpningsområden är flera. Fyra svenska riksdagspartier (Liberalerna, Centerpartiet, Kristdemokraterna och Moderaterna) har hitintills officiellt visat sitt intresse för en liknande lagstiftning och förespråkar nya medel mot grov kriminalitet utomlands. Dock finns ännu (2018) inte ett lagförslag för Sveriges del.

## Kritik
Dokumentärfilmen The Magnitsky Act – Behind the Scenes regisserad av Andrej Nekrasov ger en annan bild av fallet med Sergej Magnitskijs död. Enligt uppgifter som presenteras i filmen misshandlades inte Magnitskij i polisens förvar och han hade inte  gjort några specifika anklagelser mot utpekade individer i sitt vittnesmål till ryska myndigheterna. Genom att antyda att Magnitskij som The New York Times uttryckte saken, var "en medbrottsling snarare än ett offer," har dokumentären väckt internationell uppmärksamhet.